# Palazzo Bembo
Pour les articles homonymes, voir Bembo.
Le Palazzo Bembo est un palais de Venise sur sur le Grand Canal.
Il a été construit au XVe siècle par la famille Bembo.
C'est aujourd'hui un hôtel et une galerie d'art qui participe notamment à la Biennale de Venise.